# اوگن پلاتسریانو
اوگن پلاتسریانو (کرواتی: Eugen Plazzeriano; ۳ دسامبر ۱۸۹۷ – ۶ نوامبر ۱۹۷۲) بازیکن فوتبال اهل یوگسلاوی بود.
از باشگاه‌هایی که در آن بازی کرده‌است می‌توان به اشاره کرد.
وی همچنین در تیم ملی فوتبال یوگسلاوی بازی کرده‌است.